# ويليام جون فيرغسون
ويليام جون فيرغسون (بالإنجليزية: William John Ferguson)‏ هو سياسي أسترالي، ولد في 5 سبتمبر 1859 في أستراليا، وتوفي في 23 مايو 1935 ببريزبان في أستراليا. حزبياً، نشط في حزب العمال الأسترالي. وقد انتخب عضو الجمعية التشريعية نيو ساوث ويلز.